# Villa Durazzo Bombrini
Villa Durazzo Bombrini è una delle numerose ville storiche del ponente genovese. Si trova a Cornigliano, quartiere della periferia occidentale di Genova.

## Storia

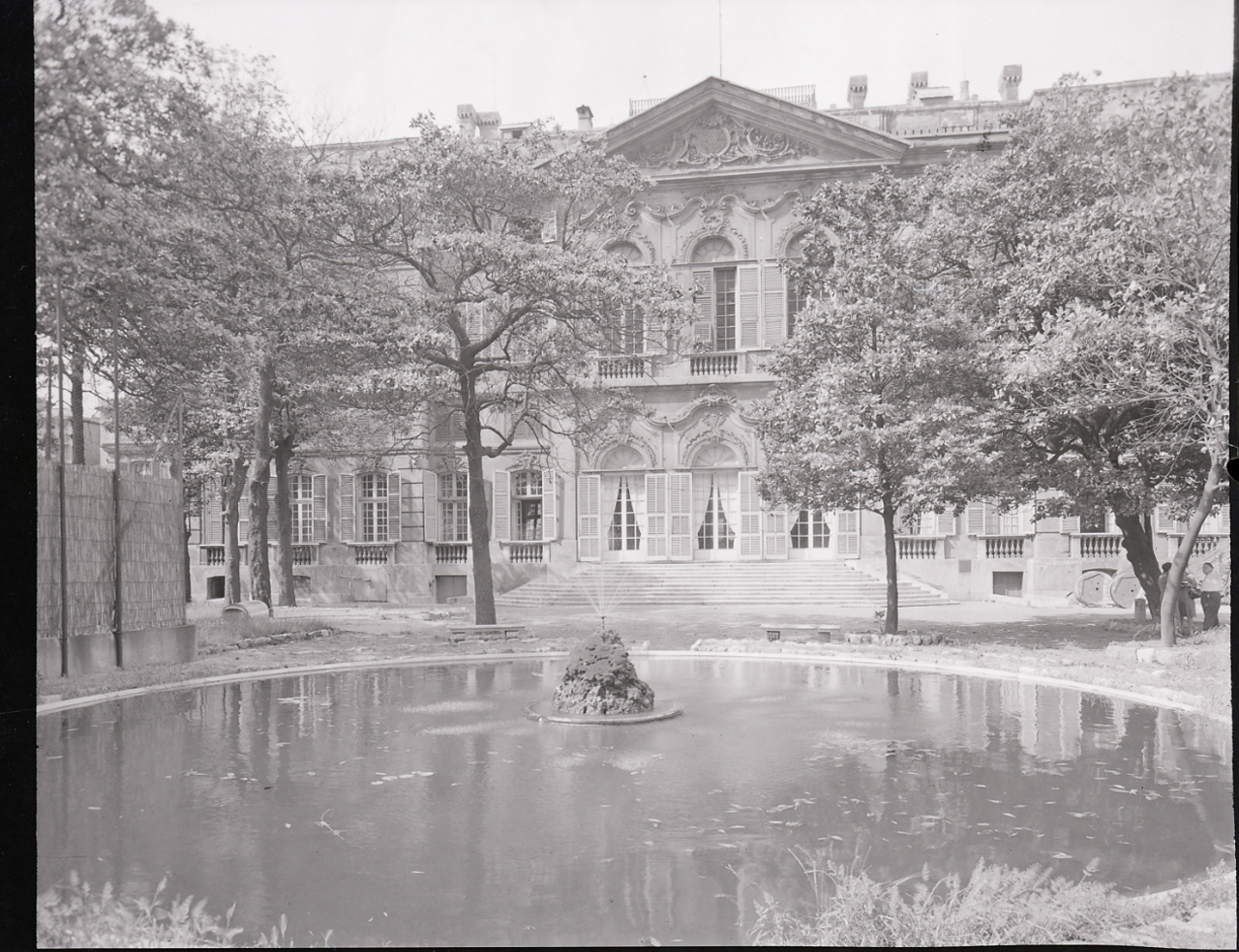
Il giardino con il laghetto. Foto di Paolo Monti, 1964 (Fondo Paolo Monti, BEIC)

Fu costruita a partire dal 1752, su progetto di Pierre Paul De Cotte per il marchese di Gabiano, Giacomo Filippo II Durazzo. L'impianto è quello tipico delle dimore aristocratiche francesi, con un corpo di fabbrica centrale e 2 ali laterali attorno ad una vasta corte, struttura piuttosto inconsueta per il contesto genovese, ancora legato fortemente alle diffusissime architetture di tipo cinquecentesco.

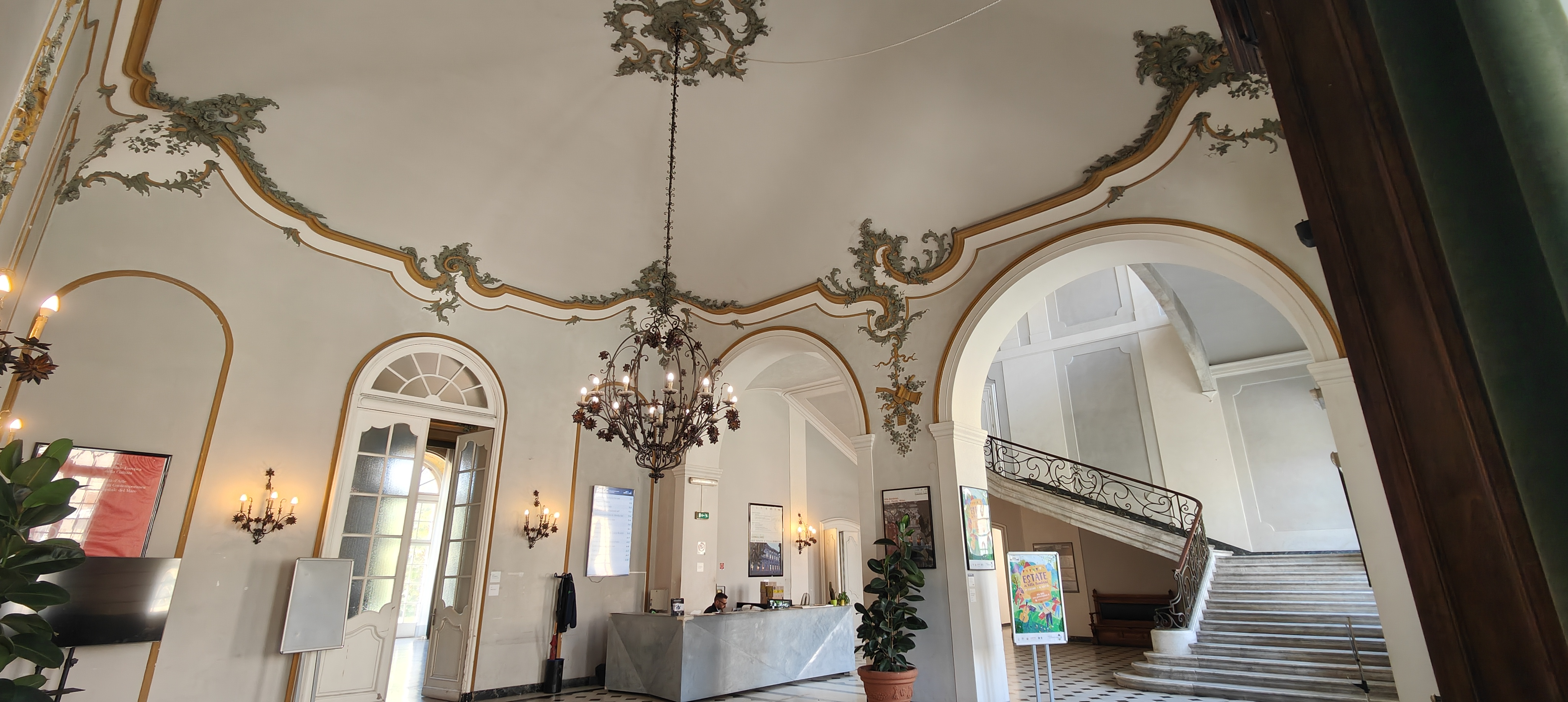
Ingresso e scalinata per il piano superiore

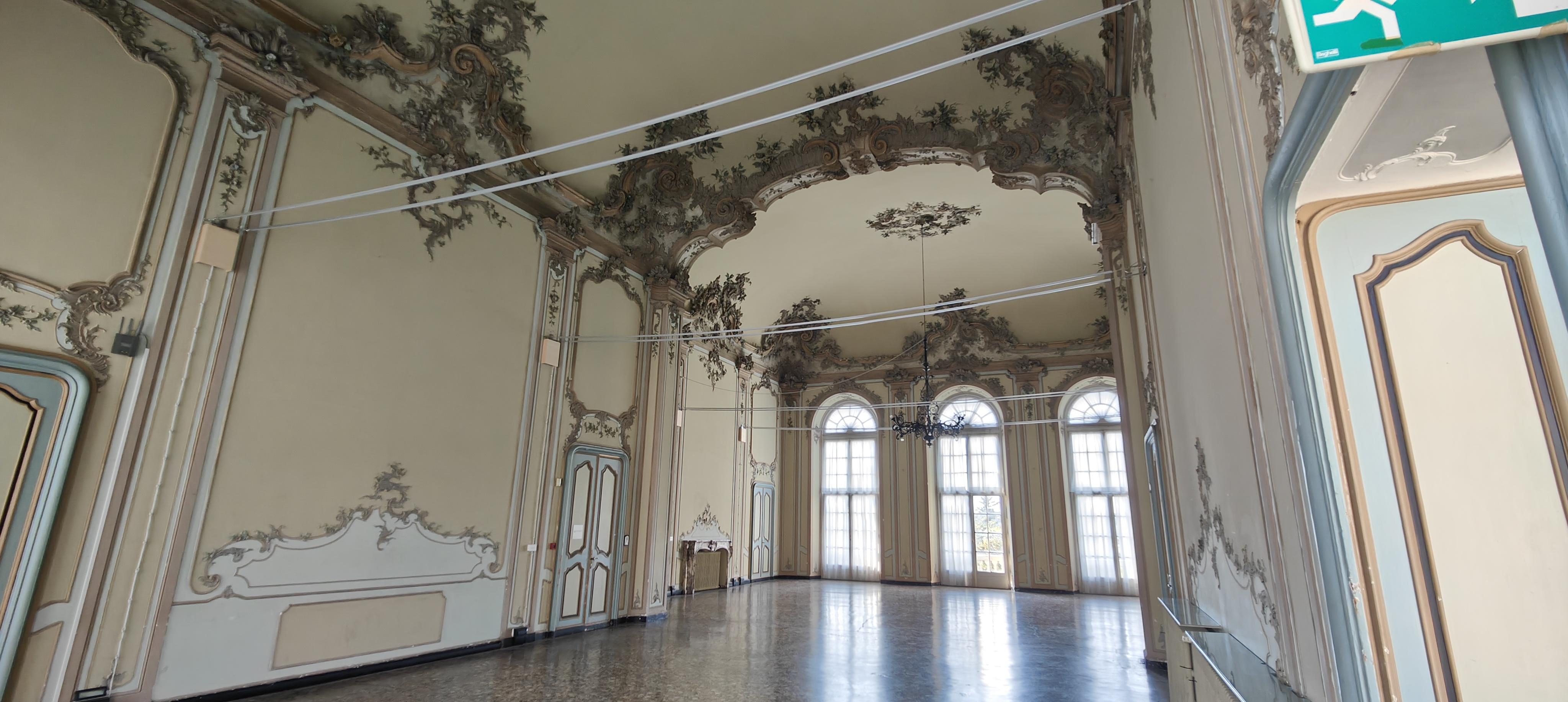
Salone al piano superiore

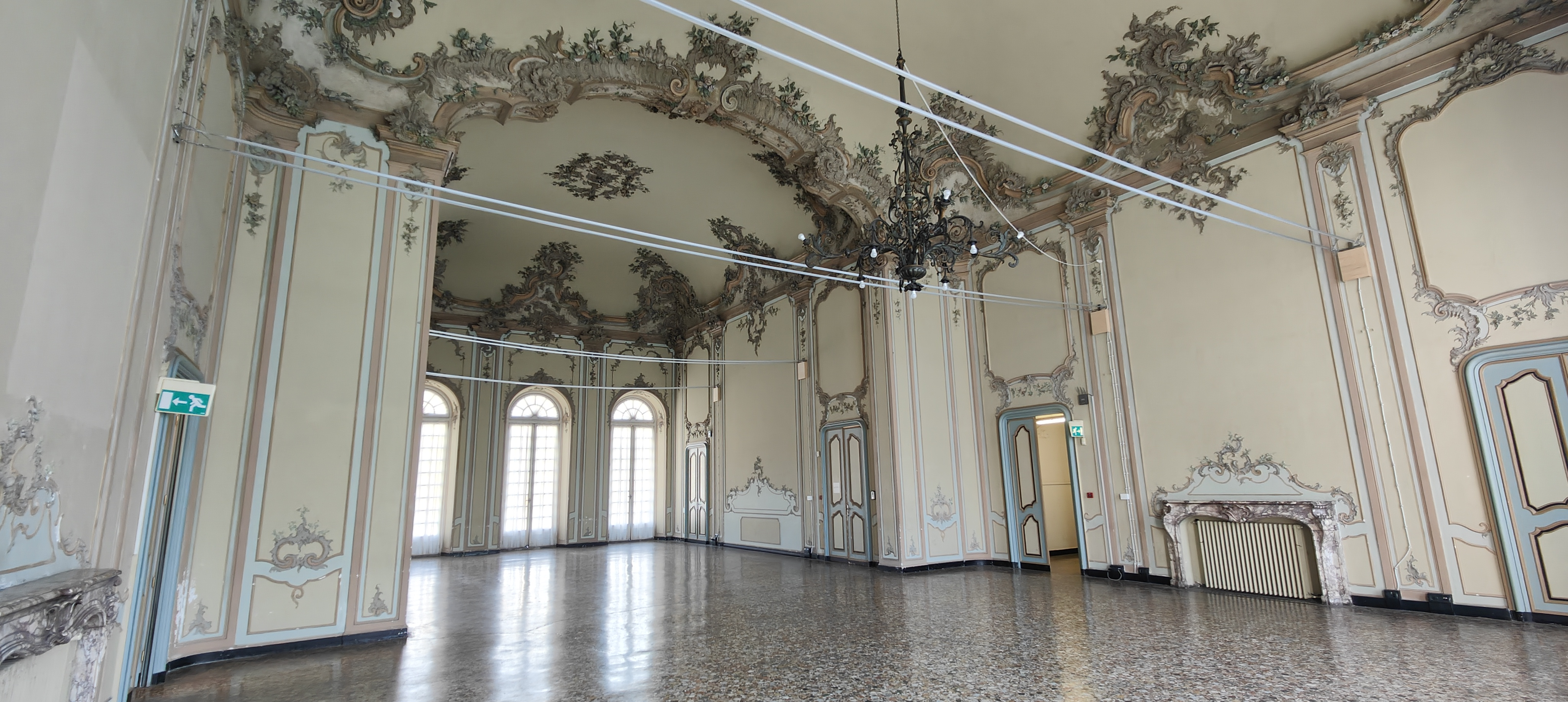
Visuale dall'altro lato del salone al piano superiore

L'interno dell'edificio, considerato tuttora il maggiore esempio di architettura residenziale innovativa del 1700 nel territorio dell'allora Repubblica di Genova, è caratterizzato da un imponente scalone marmoreo a sbalzo e ospita due tele di Francesco Solimena datate intorno al 1717.

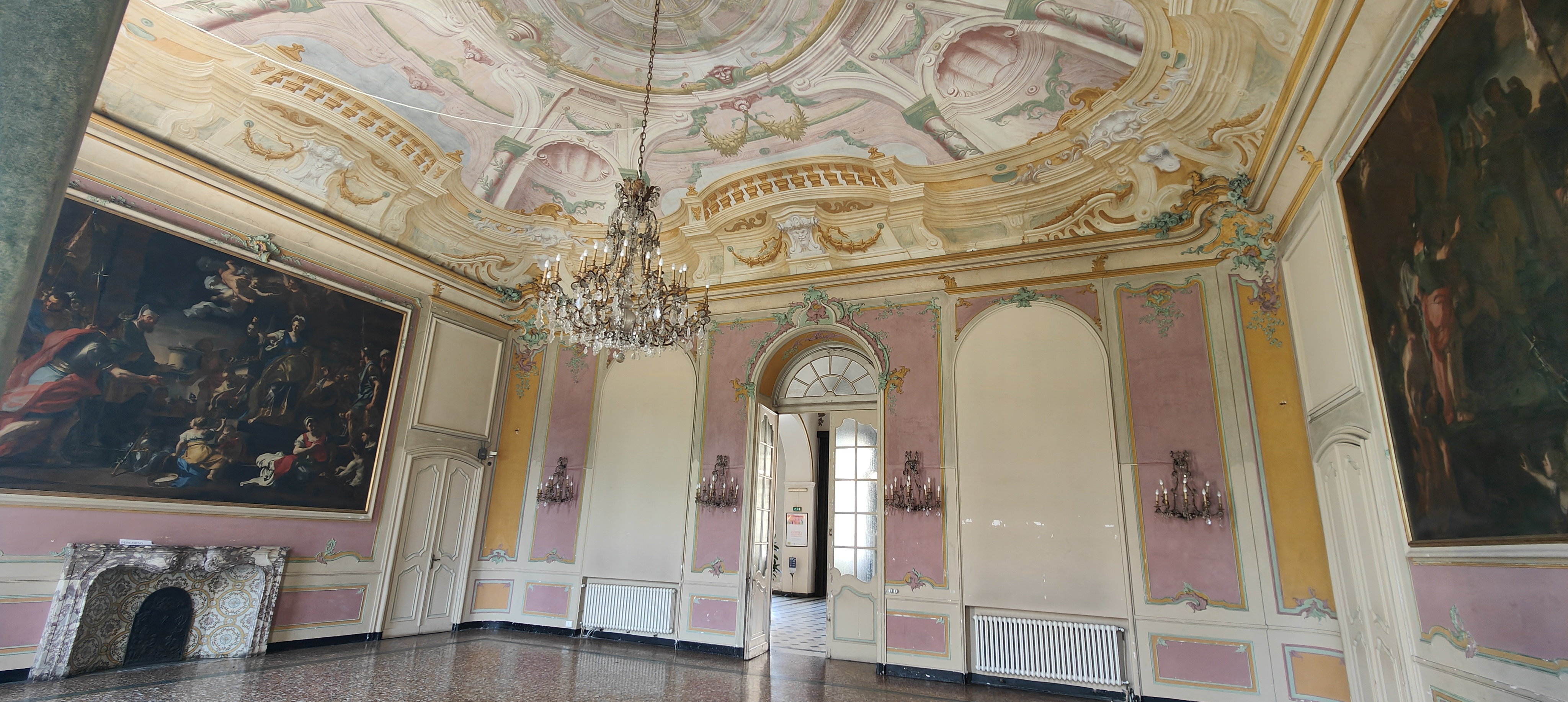
Salone al piano terra verso il giardino con i due grandi quadri del Solimena

Nel 1778, ad opera del genovese Andrea Tagliafichi, la residenza viene rimaneggiata con l'aggiunta del portico e la ristrutturazione di molte stanze.
Un primo importante avvenimento che ne ha modificato la fisionomia del parco è stata la costruzione, nel 1856, della nuova ferrovia Genova-Voltri che ha tagliato il legame dell'edificio con il mare.

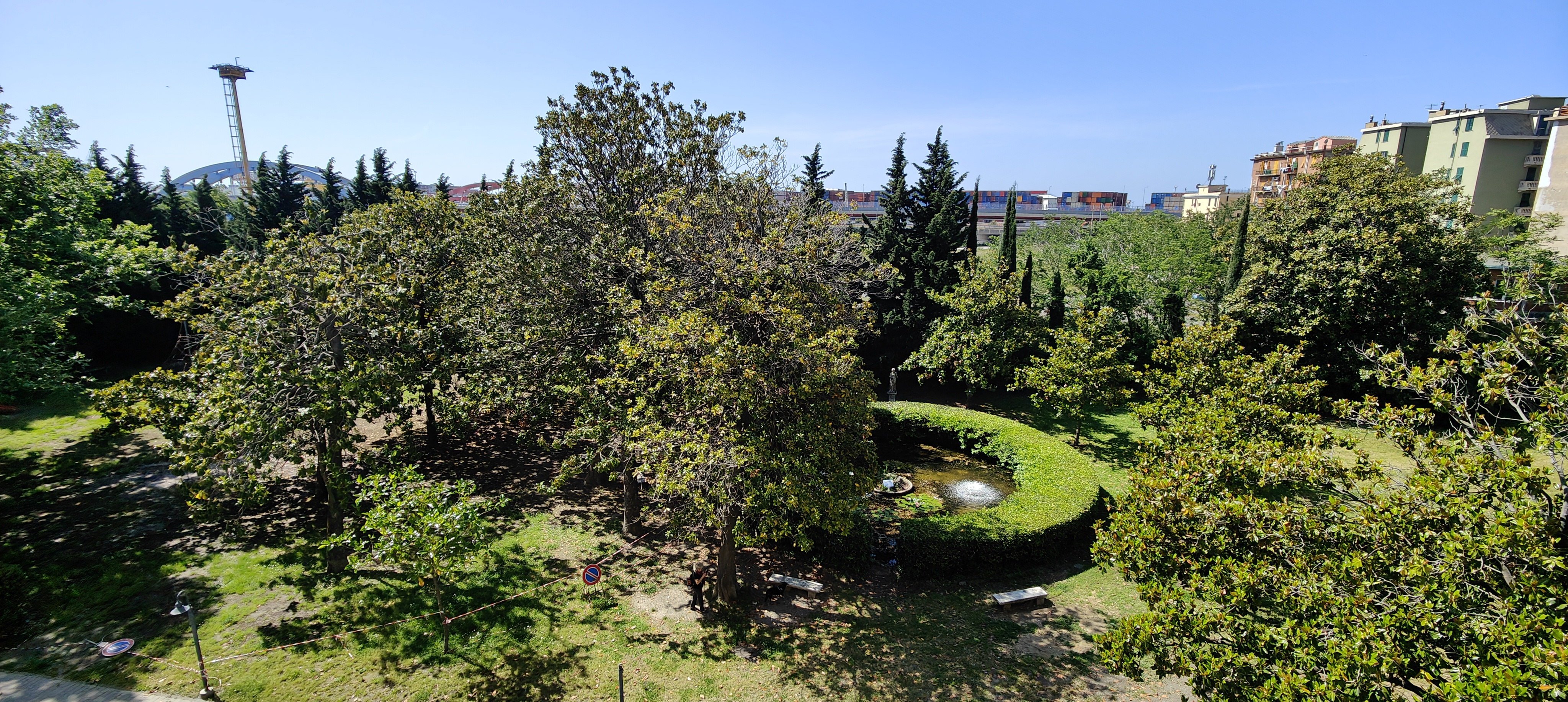
Vista del giardino dal salone del piano superiore

La storia del palazzo ha registrato diversi passaggi di proprietà. Nel 1865 la villa divenne di proprietà della casa reale di Savoia, e il re Vittorio Emanuele II la elesse a residenza estiva del figlio, il principe Oddone di Savoia. Dopo la sua prematura morte, avvenuta nel 1866, la villa venne messa nuovamente in vendita: nel 1872 divenne proprietà del cavalier Patrone e alla fine del XIX secolo è passato in proprietà alla famiglia Bombrini. Quindi, dopo essere passato nel XX secolo in proprietà ad aziende genovesi che ne insediarono gli uffici (segnatamente Ansaldo e Italsider), dal 2008 l'edificio è di proprietà della società "Per Cornigliano", una società costituita appositamente nell'ambito dell'azione di recupero delle aree deindustrializzate di Cornigliano, che lo ha adibito a sede di mostre, eventi musicali, spettacoli e conferenze.

È sede della Genova Liguria Film Commission e del centro per l'impiego Medio Ponente. Periodicamente vi si tengono mostre, feste e concerti, fra cui il Ciocofantasy nel periodo di ottobre.

Foto di Paolo Monti, 1963 - 1964
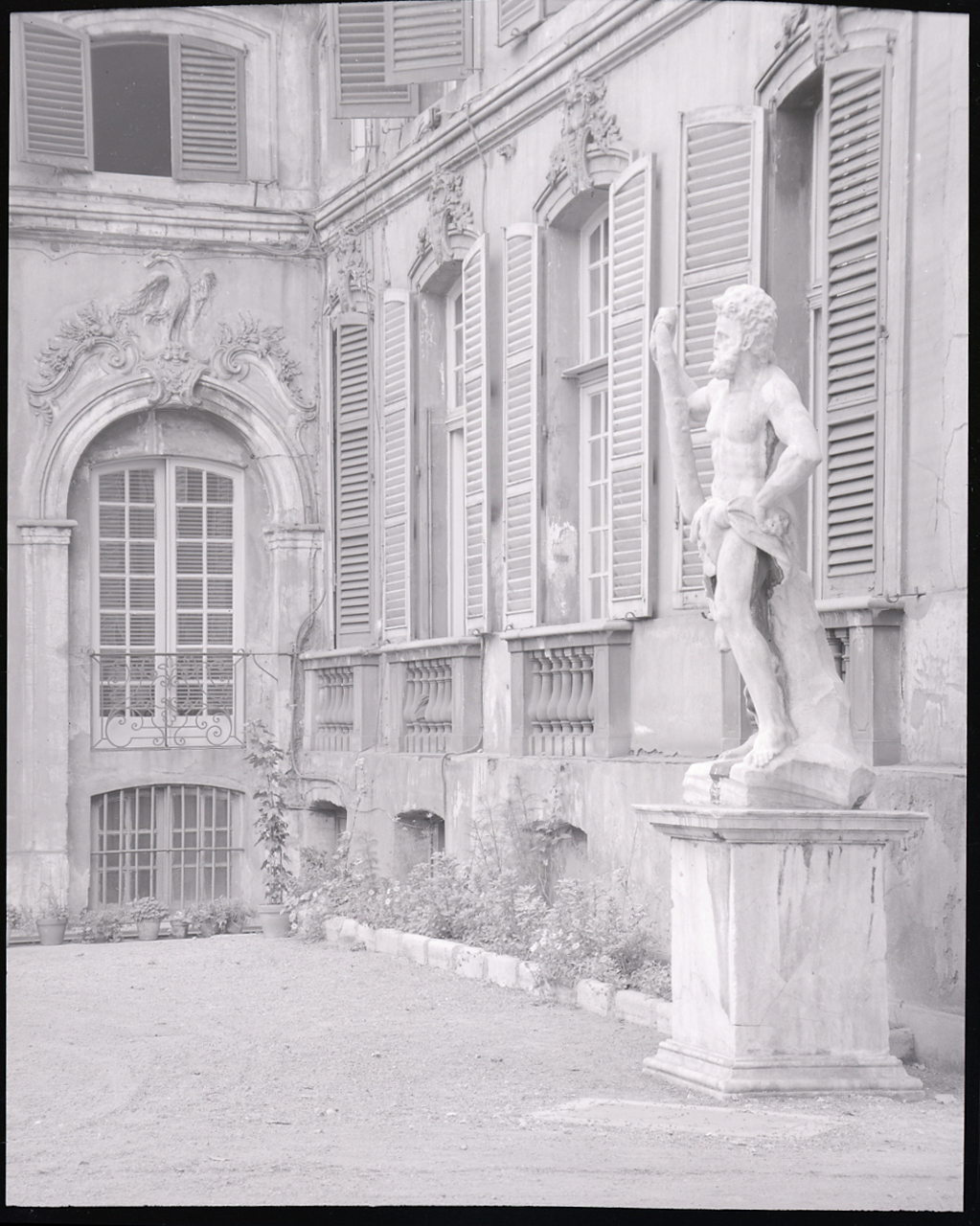
Particolari decorativi dell'esterno
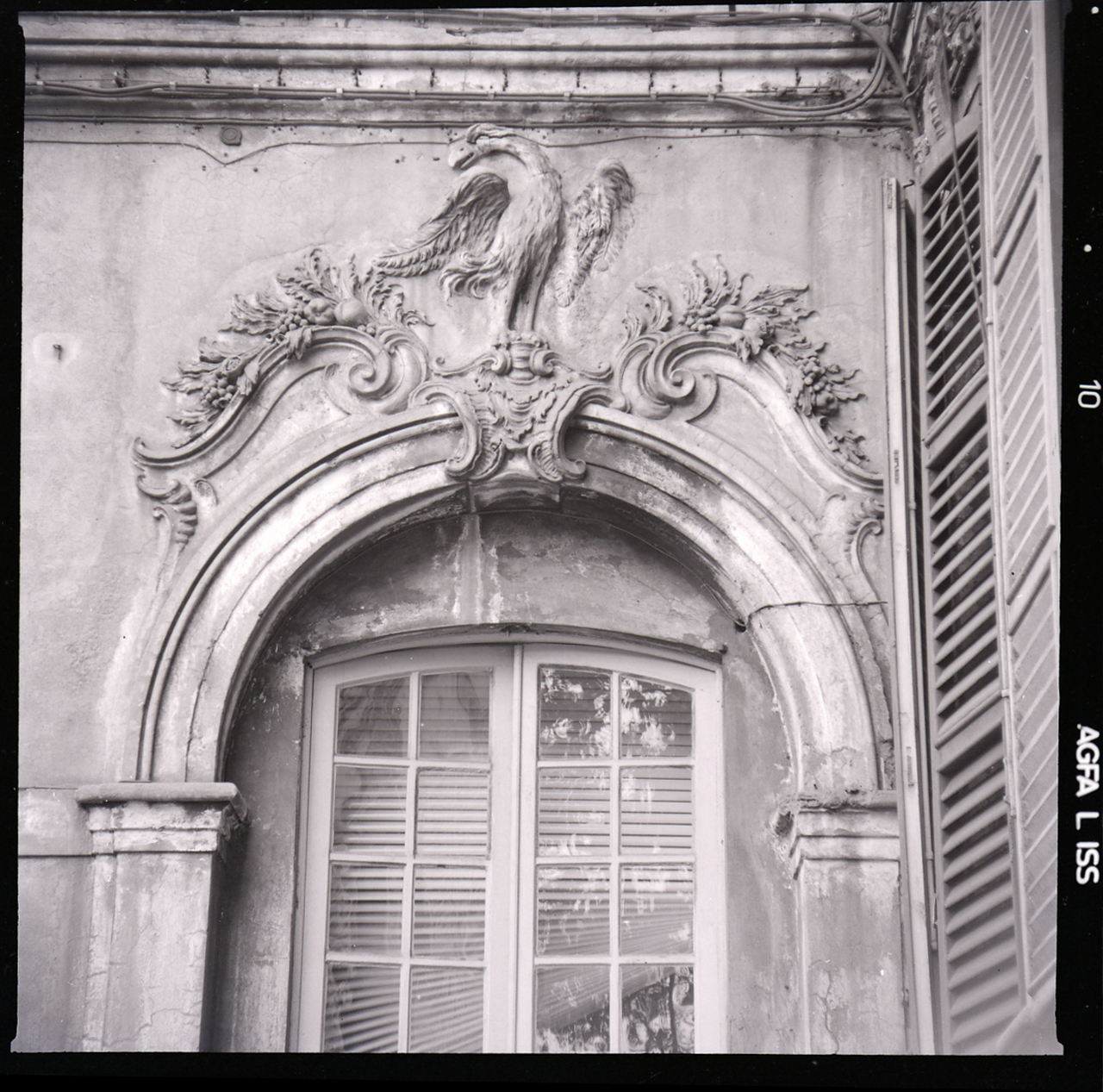
Dettagli decorativi
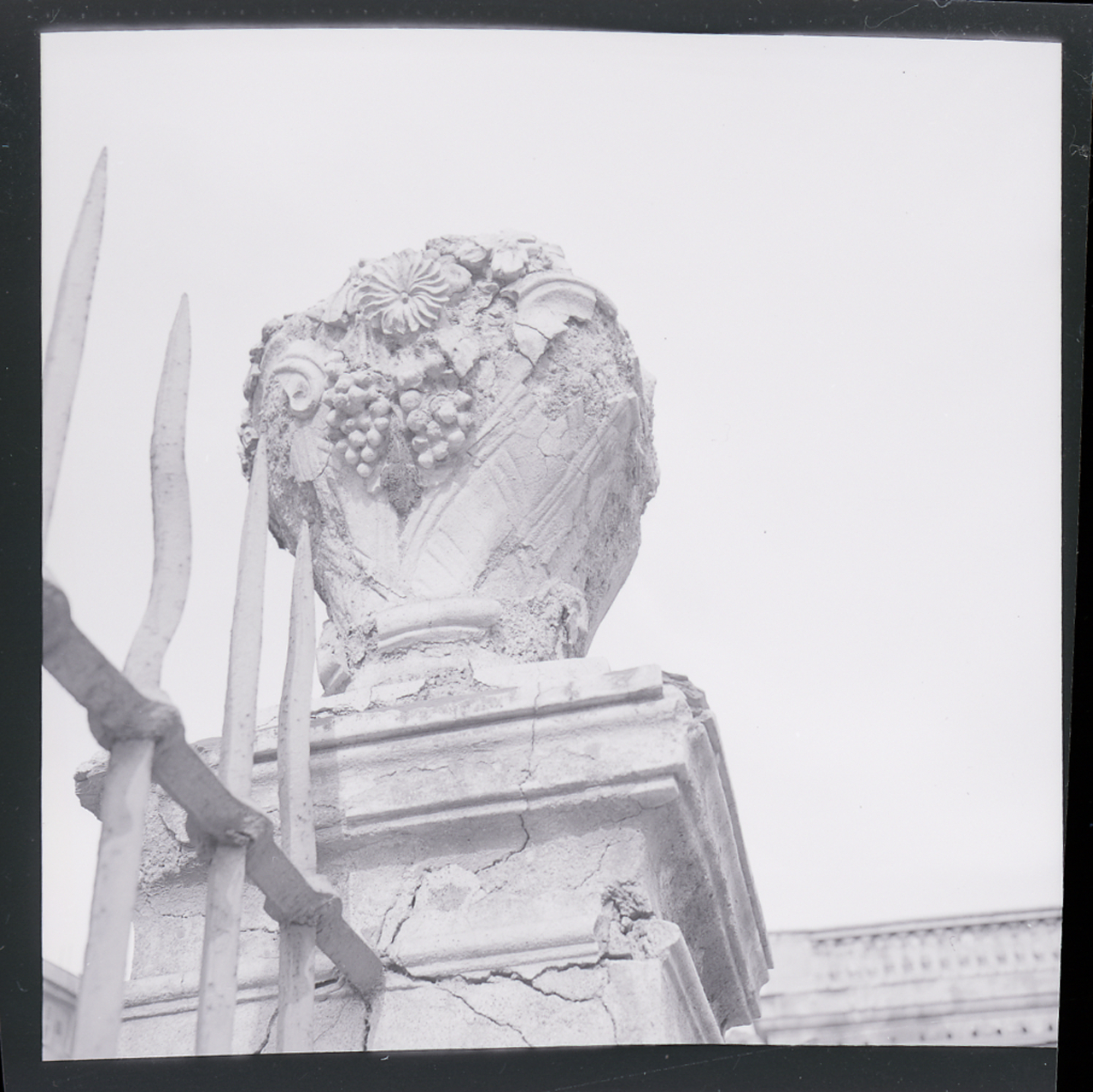
Dettaglio della cancellata d'ingresso